# キウーロ
キウーロ（伊: Chiuro）は、イタリア共和国ロンバルディア州ソンドリオ県にある、人口約2,500人の基礎自治体（コムーネ）。

## 地理

### 位置・広がり
ソンドリオ県中部に位置するコムーネ。県都ソンドリオから東へ9km、ティラーノから西南西へ15km、州都ミラノから北東へ100kmの距離にある。

#### 隣接コムーネ
隣接するコムーネは以下の通り。CHはスイス領で、CH-GRはグラウビュンデン州所属を示す。
- Brusio (CH-GR)
- カステッロ・デッラックア
- ランツァーダ
- モンターニャ・イン・ヴァルテッリーナ
- ポンテ・イン・ヴァルテッリーナ
- Poschiavo (CH-GR)
- テーリオ

### 地勢・地形
- 河川：アッダ川

### 地震分類
イタリアの地震リスク階級 (it) では、3 に分類される
。

## 行政

### 山岳部共同体
広域行政組織である山岳部共同体「ヴァルテッリーナ・ディ・ソンドリオ山岳部共同体」 (it:Comunità montana della Valtellina di Sondrio) （事務所所在地: ソンドリオ）を構成するコムーネの一つである。

## 人口動態

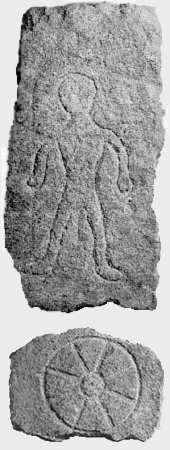
prehistoric finds in chiuro